# Etienne Stott
Etienne Stott, född 30 juni 1979, är en engelsk idrottare inom kanotslalom och har tävlat sedan mitten av 2000-talets första decennium. Tillsammans med partnern Timothy Baillie har han vunnit två brons i VM (C-2 lag) samt två brons i EM (C-2). I och med London 2012, efter att ha kvalificerat sig vidare ifrån heaten 30 juli, vann de guld.